# Európa nem válaszol
Az Európa nem válaszol 1941-ben bemutatott fekete–fehér magyar film; rendezője Radványi Géza, segédrendezője Máriássy Félix. 
A filmet 1941. március 19-én mutatták be Budapesten.

## Cselekménye
1939 augusztusának utolsó napjaiban, a világháború küszöbén egy luxushajó tart New Yorkból Európa felé. Maria Holm kémnő utolsó megbízatását teljesíti: fontos iratok kézbesítését vállalta. A hajón utazik a kalandor Olivera, Vicont Cordon hegedűművész és Nemo kapitány, bűvész is. 
A kapitány megszüntette a hajó összeköttetését a külvilággal, de Van Gulden milliomosnak hírekre van szüksége. Miután kabinjában tetten érte az őt meglopni igyekvő Oliverát, megvesztegeti őt, hogy szerezzen neki egy rádiót. Olivera leüti a rádiót őrző matrózt, de lefogják; megtalálják nála Maria Holm ékszereit is és megbilincselik. Olivera elfogatása után Maria Holm Gordonban gyanítja az ellenséges kémet. Küzd magával, mert szereti a férfit és érzi, hogy az viszontszereti.
1939. szeptember 1. Németország megtámadta Lengyelországot, kitört a háború. A kapitány hajóját Vigóba irányítja és értesíti az utasokat, hogy néhány óra múlva kikötnek. Maria Holm és Gordon már majdnem bevallják egymásnak szerelmüket, de ekkor a férfit telefonhoz hívják. Maria a kabinjába lépve Nemo kapitányt, az ellenséges kémet találja ott, aki épp az iratokat keresi. Maria pisztolyt ránt, a férfi kést dob felé, de a férfit az ajtóban megjelenő Gordon lelövi és így megmenti Mariát. A hajó kiköt. Maria a parton várja a futárt, akinek a levelet át kell adnia…

## Fogadtatása
A film a még fiatal Radványi Géza második önálló rendezői munkája. Egy korabeli kritikusa szerint kísérleti, de sikeres munka, mely az epizódfilm „friss magyar műfaj”-ában tökéleteset nyújt. A néhány soros kritika nem magát a sztorit, nem az esetleg izgalmas kémtörténetet emeli ki, hanem ellenkezőleg: „A karakterek plasztikussága, a sok-sok érdekes kis történet, a környezet életszaga: ezek azok a részletek, amelyek a filmet értékessé és vonzóvá emelik.”

## Főszereplők
- Tasnády Fekete Mária – Maria Holm
- Petrovics Szvetiszláv – Vincent Gordon
- Kiss Ferenc – Kapitány
- Greguss Zoltán – Olivera
- Titkos Ilona – Gloria King
- Somlay Artúr – Van Gulden, milliomos
- Vaszary Piri – Penelopé, a matematikaprofesszor felesége
- Mály Gerő – Matematikaprofesszor
- Rózsahegyi Kálmán – János bácsi, amerikás magyar
- Hajmássy Miklós – Gloria titkára
- Buttykay Emmi – Van Gulden barátnője
- Mihályffy Béla – Orvos
- Fáy Béla – Tiszt
- Berczy Géza – Zenész
- Gábor Miklós – Karmester
- Táray Ferenc – Nemo kapitány, bűvész